# Љубав на сеоски начин
 Љубав на сеоски начин је југословенска телевизијска серија, снимљена у продукцији Телевизије Београд. Серија има 8 епизода и премијерно је емитована од 9. августа 1970. до 27. септембра 1970. године. Аутори серије били су режисер Драгослав Лазић и сценариста Душан Савковић.

## Кратак садржај
Серија прати доживљаје младића Милорада, кога стриц Гвозден и деда Паун, хоће на силу да ожене с Радмилом, најбогатијом удавачом у селу. Бежећи од „трговину с живи људи“ он одлази у град, где упознаје другу девојку Розику. На крају он се враћа у село, желећи да се ожени с Радмилом, али без мираза, што квари планове стрица Гвоздена и деда Пауна.

## Списак епизода
| Епизода        | Прво приказивање    |
| -------------- | ------------------- |
| 1. Просидба    | 9. август 1970.     |
| 2. Супарник    | 16. август 1970.    |
| 3. Потера      | 23. август 1970.    |
| 4. Прељуба     | 30. август 1970.    |
| 5. Розика      | 6. септембар 1970.  |
| 6. Киднаповање | 13. септембар 1970. |
| 7. Развод      | 20. септембар 1970. |
| 8. Мираз       | 27. септембар 1970. |

## Улоге
| Глумац                 | Улога                             |
| ---------------------- | --------------------------------- |
| Драган Зарић           | Милорад Јовановић                 |
| Миодраг Петровић Чкаља | Гвозден Јовановић                 |
| Ратко Сарић            | Деда Паун                         |
| Жика Миленковић        | Цветко                            |
| Живка Матић            | Стамена, Цветкова жена            |
| Милка Лукић            | Јагода Јовановић, Гвозденова жена |
| Призренка Петковић     | Радмила                           |
| Бранка Митић           | Николија Јорганчевић              |
| Павле Минчић           | Живорад                           |
| Силвана Арменулић      | Певачица Рада                     |
| Мирослав Бијелић       | Виолиниста                        |
| Томанија Ђуричко       | Баба Рајка                        |
| Драган Лаковић         | Стриц Лаза                        |
| Олга Станисављевић     | Стрина Лазиница                   |
| Сима Јанићијевић       | Милорадов ујак                    |
| Милан Јелић            | Младић                            |
| Ева Рас                | Цимерка Розика                    |
| Жарко Митровић         | Вита „Папа Мачор“                 |
| Божидар Пајкић         | Филип                             |
| Петар Лупа             | Поп Јова                          |
| Вељко Маринковић       | Јеленко                           |
| Софија Перић Нешић     | Љупче                             |
| Марица Поповић         | Вишња                             |
| Милутин Савковић       | Милутин                           |
| Златибор Стоимиров     | Шофер Марко                       |
| Милан Пузић            | Судија                            |
| Мирјана Вачић          | Лазина швалерка                   |
| Мида Стевановић        | Кондуктер                         |
| Богдан Јакуш           | Муштерија на пумпи                |
| Мирослав Жужић         | Младић                            |
| Мирослава Бобић        | Секретарица директора             |
| Вера Томановић         | Матичарка                         |
| Мирко Ђерић            | Милорад Јовановић „Шљивка”        |
| Живојин Петровић       | Станодавац у Паланку              |

Комплетна ТВ екипа  ▼
| Редитељ                   | Драгослав Лазић         | (8 еп. 1970)                   |
| Сценариста                | Душан Савковић          | (8 еп. 1970)                   |
| Сценариста                | Драгослав Лазић         | (непознат број епизода)        |
| Продуцент                 | Миодраг Маринковић      | продуцент (8 еп. 1970)         |
| Композитор                | Доријан Шетина          | (8 еп. 1970)                   |
| Директор фотографије      | Милорад Јакшић Фанђо    | (8 еп. 1970)                   |
| Директор фотографије      | Александар Радосављевић | (8 еп. 1970)                   |
| Mонтажер                  | Радмила Николић         | (8 еп. 1970)                   |
| Mонтажер                  | Милада Рајшић           | (8 еп. 1970)                   |
| Сценограф                 | Дора Душановић          | (8 еп. 1970)                   |
| Костимограф               | Јелисавета Гобецки      | (8 еп. 1970)                   |
| Костимограф               | Дуња Клеменц            | (8 еп. 1970)                   |
| Одсек за шминку           | Вера Ранковић           | шминкер (8 еп. 1970)           |
| Менаџер продукције        | Слободан Ђорђевић       | вођа снимања (8 еп. 1970)      |
| Менаџер продукције        | Вера Маргитић           | вођа снимања (8 еп. 1970)      |
| Помоћник режије           | Петар Недељковић        | помоћник редитеља (8 еп. 1970) |
| Помоћник режије           | Милан Узелац            | помоћник редитеља (8 еп. 1970) |
| Одсек за звук             | Влада Дујић             | микроман (8 еп. 1970)          |
| Одсек за звук             | Душан Станчевић         | тон мајстор (8 еп. 1970)       |
| Одсек за звук             | Иван Закић              | тон мајстор (8 еп. 1970)       |
| Одсек за звук             | Јово Џабић              | микроман (1 еп. 1970)          |
| Одсек за камеру и расвету | Марина Лазаревић        | сниматељ (8 еп. 1970)          |
| Одсек за камеру и расвету | Јован Нечић             | вођа расвете (8 еп. 1970)      |
| Одсек за камеру и расвету | Слободан Обрадовић      | пратилац камере (2 еп. 1970)   |
| Одсек за камеру и расвету | Александар Радосављевић | пратилац камере (2 еп. 1970)   |
| Одсек за камеру и расвету | Александар Рибић        | пратилац камере (2 еп. 1970)   |
| Одсек за костим           | Олга Скоробац           | гардеробер (8 еп. 1970)        |
| Одсек за монтажу          | Драган Самац            | видео миксер (2 еп. 1970)      |
| Остала екипа              | Вера Амар               | секретар режије (8 еп. 1970)   |
| Остала екипа              | Вукица Бешевић          | секретар режије (8 еп. 1970)   |